# Суперкубок Брунею з футболу
Суперкубок Брунею з футболу — одноматчевий футбольний клубний турнір у Брунеї. У суперкубку зустрічається чемпіон країни та переможець національного кубку минулого сезону.

## Фінали
| Сезон   | Переможець    | Фіналіст      | Рахунок       |
| ------- | ------------- | ------------- | ------------- |
| 2002    | ДПММ          | Віджая        | 2–1           |
| 2003    | Віджая        | МС АБДБ       | 1–0           |
| 2004    | ДПММ          | МС АБДБ       | 4–3           |
| 2005-06 | не проводився | не проводився | не проводився |
| 2007    | КАФ           | АХ Юнайтед    | 2–0           |
| 2008    | КАФ           | МС АБДБ       | 2–0           |
| 2009-13 | не проводився | не проводився | не проводився |
| 2014    | МС АБДБ       | Індера        | 2–1           |
| 2015    | Індера        | МС АБДБ       | 2–0           |
| 2016    | МС АБДБ       | Індера        | 2–1           |
| 2017    | МС АБДБ       | Індера        | 2–1           |
| 2018    | Індера        | МС АБДБ       | 2–1           |
| 2019    | не проводився | не проводився | не проводився |
| 2020    | Кота Рейнджер | МС АБДБ       | 3–1           |
| 2021    | не проводився | не проводився | не проводився |

## Титули за клубами
| Команда       | Перемоги | Роки перемог     |
| ------------- | -------- | ---------------- |
| МС АБДБ       | 3        | 2014, 2016, 2017 |
| Індера        | 2        | 2015, 2018       |
| КАФ           | 2        | 2007, 2008       |
| ДПММ          | 2        | 2002, 2004       |
| Віджая        | 1        | 2003             |
| Кота Рейнджер | 1        | 2020             |